# Blood, Sweat and Tears (chanson)
Pour les articles homonymes, voir Blood, Sweat and Tears (homonymie).
Singles de BTS
불타오르네 (Fire)
(2016) 봄날 (Spring Day)
(2017)
Blood, Sweat and Tears (hangeul : 피 땀 눈물, RR : Pi ttam nunmul ; kanji : 血、汗、涙 , rōmaji : Chi, ase, namida) est une chanson du boys band sud-coréen BTS sorti en 2016 en tant que single de leur album Wings et en 2017 dans l'album rapackage de ce dernier, You Never Walk Alone. La version japonaise est sortie le 10 mai 2017 avec les versions japonaises de Not Today et Spring Day.

## Contexte
Le groupe a tenu une conférence de presse pour la sortie de leur album Wings le 10 octobre 2016. Interrogé sur leur nouveau concept et sa signification, le leader RM a expliqué : "Plus il est difficile de résister à une tentation, plus on y pense et vacille (dans sa résolution). Cette incertitude fait partie du processus de croissance. Blood, Sweat and Tears est une chanson qui montre comment quelqu'un réfléchit, choisit, et grandit."

## Classement
| Classement (2016)                          | Meilleure position |
| ------------------------------------------ | ------------------ |
| Corée du Sud (Gaon Weekly Single Chart)    | 1                  |
| États-Unis World Digital Chart (Billboard) | 1                  |

## Ventes
| Pays              | Ventes    |
| ----------------- | --------- |
| Corée du Sud Gaon | 1 223 615 |

## Historique de sortie
| Pays         | Date            | Format                   | Label                 |
| ------------ | --------------- | ------------------------ | --------------------- |
| Corée du Sud | 10 octobre 2016 | Téléchargement numérique | Big Hit Entertainment |
| Mondial      | 10 octobre 2016 | Téléchargement numérique | Big Hit Entertainment |